# フィンドレー (オハイオ州)
フィンドレー（英: Findlay、フィンドリーと発音する）は、アメリカ合衆国オハイオ州北西部に位置する都市。同州ハンコック郡の郡庁所在地である。人口は41,202人（2010年国勢調査）。
市はトレドの南約75kmに位置し、トレド都市圏との結びつきが強いが、トレド都市圏とは別個に、ハンコック郡1郡からなるフィンドレー小都市圏を形成しており、その人口は74,782人（2010年国勢調査）を数える。このフィンドレー小都市圏に、セネカ郡1郡からなるティフィン小都市圏を加えたフィンドレー・ティフィン広域都市圏は人口131,527人（2010年国勢調査）である。
フィンドレーは郡北東部のフォストリアと並んで、ハンコック郡内に2つある市の1つである。また、北西オハイオにおける数少ない成長都市の1つであり、同域で2番目に大きい市でもある。市はFlag City, USAを公式の愛称としている。

## 歴史
フィンドレーという市名は、米英戦争時にこの地に建てられ、ジェームズ・フィンドレー大佐を讃えてその名をつけられた同名の砦に由来している。1821年7月3日、アーバナ出身のジョセフ・バンス、コロンバス出身のウィリアム・ニール、およびニューカーライル出身のエルネイサン・コーリーの3名がこの地に足を踏み入れ、区画を整理したことから、フィンドレーの村としての歴史は始まった。フィンドレーは1877年に正式な市になった。
1880年代、フィンドレーは石油と天然ガスの産出によって栄えた。20世紀初頭に資源が枯渇すると、フィンドレーは低迷したが、1960年代に州間高速道路75号線が完成すると、フィンドレーは再び成長し始めた。
1908年、地元フィンドレーの東の農村で生まれたシンガーソングライター、テル・テイラーは、フィンドレーのブランチャード河畔でDown by the Old Mill Streamという曲を書き、2年後の1910年に発表した。この曲は400万枚を売り上げ、20世紀初頭において最も人気のある曲の1つになった。

## 地理
フィンドレーは北緯41度2分18秒 西経83度39分6秒 / 北緯41.03833度 西経83.65167度に位置している。トレドからは南へ約75km、州都コロンバスからは北北西へ約135km、インディアナ州フォートウェインからは西へ約125km、デトロイトからは南南西へ約160kmに位置する。
アメリカ合衆国国勢調査局によると、フィンドレー市は総面積44.8km²（17.3mi²）である。このうち44.5km²（17.2mi²）が陸地で0.3km²（0.1mi²）が水域である。総面積の0.64%が水域となっている。
フィンドレーにはモーミー川水系の支流であるブランチャード川が東から西へと流れている。ブランチャード川はオーグレイズ川を経てディファイアンスでモーミー川本流に合流し、トレドでエリー湖に注ぐ。

## 経済

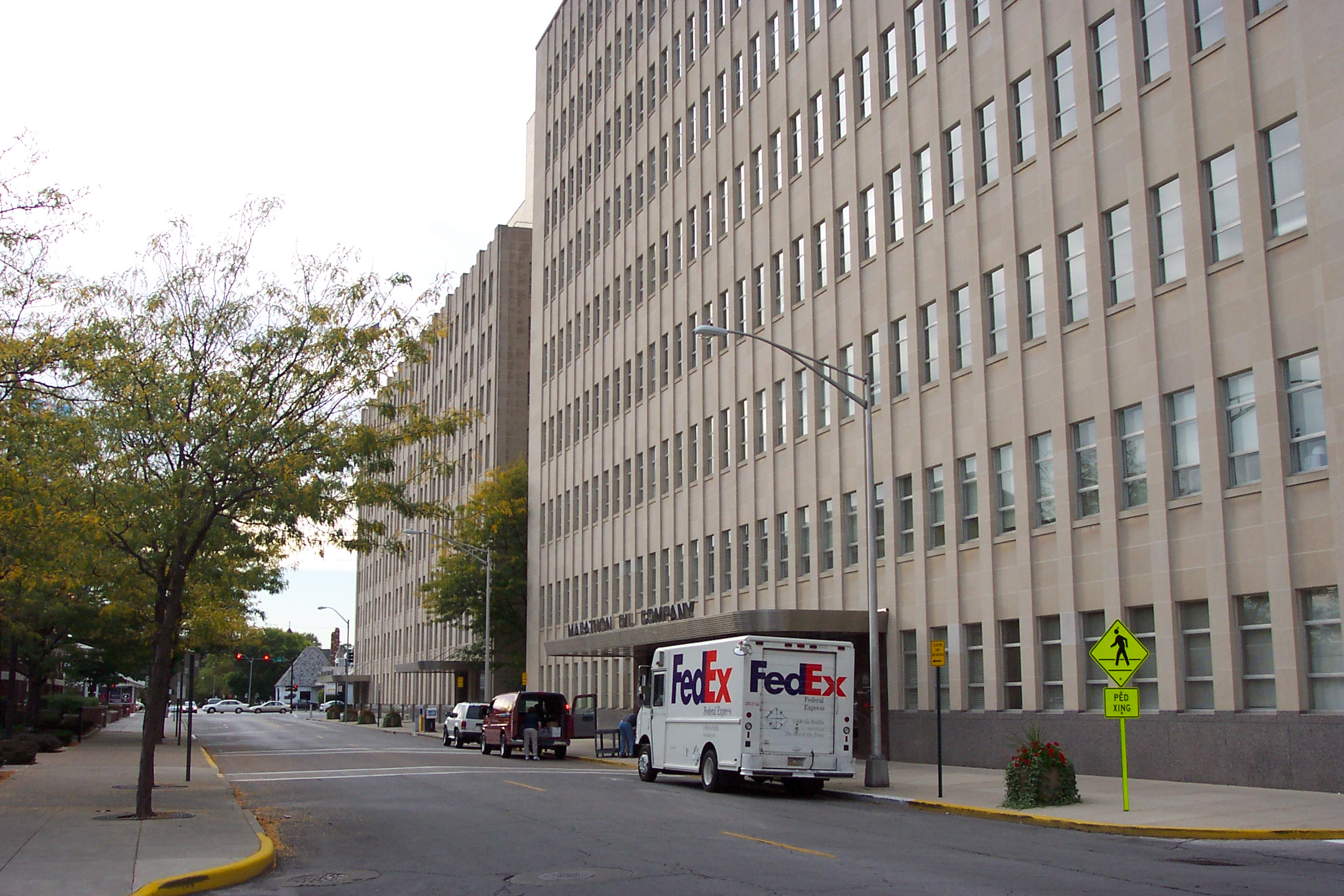
マラソン・ペトローリアム本社

フィンドレーにはクーパー・タイヤ・アンド・ラバーが本社を置いている。同社は自動車・トラック用タイヤメーカーで、イングランド、メキシコ、中華人民共和国などにも進出し、国際的に事業を展開している。
また、フィンドレーはマラソン・オイルが1905年から1990年まで本社を置いていた地である。同社はフィンドレーを去った後ヒューストンに本社を移したが、1998年にアシュランドとの合弁企業であるマラソン・アシュランド・ペトローリアムを設立した後、2005年に完全子会社化、マラソン・ペトローリアムに改名し、その本社をフィンドレーに置いている。

## 教育

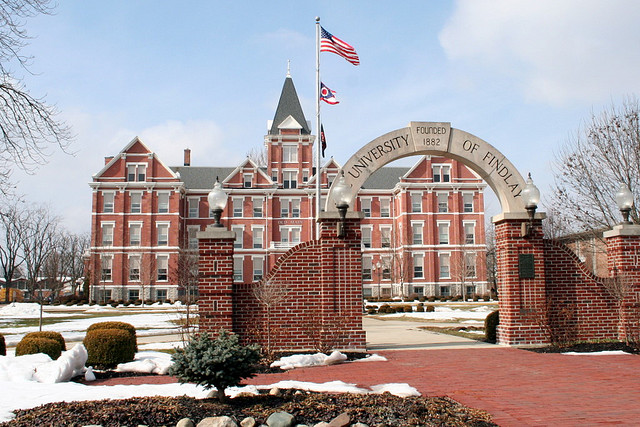
フィンドレー大学

フィンドレー大学はダウンタウンの北約1kmにキャンパスを構えている。同学は1882年に創立された、フィンドレーに本部を置くチャーチズ・オブ・ゴッド・ゼネラル・カンファレンス系のリベラル・アーツ・カレッジで、学部生約2,900人、大学院生約1,000人の学生を抱え、学生対教授の比は15:1である。また、チャーチズ・オブ・ゴッド・ゼネラル・カンファレンスの神学校であるワインブレナー神学校はフィンドレー大学に隣接して立地している。
フィンドレーにおけるK-12課程はフィンドレー市学区の管轄下にある公立学校によって支えられている。同学区は小学校（幼稚園児-5年生）9校、中学校（6-8年生）3校、および高校（9-12年生）1校を有している。小学校は下級学年（幼稚園児-2年生）と上級学年（3-5年生）に分かれており、教職員がよりそれぞれの学年幅に適した教育ができるようになされている。

## 交通
フィンドレーに最も近い商業空港はトレドの西に立地し、フィンドレーからは車で約1時間のトレド・エクスプレス空港（IATA: TOL）である。しかし、トレドという都市の規模の割にはこの空港の規模は小さく、就航している定期旅客便はアメリカン航空によるシカゴ・オヘアへの便、およびアレジャイアント航空によるオーランド・サンフォードとセントピーターズバーグ・クリアウォーターへの便のみである。より規模の大きい空港としては、デルタ航空（旧ノースウエスト航空）のハブ空港で、同社の便を中心にアメリカ合衆国内外から多数の直行便が発着するデトロイト・メトロポリタン・ウェイン・カウンティ空港（IATA: DTW）があり、フィンドレーの中心部からは車で約1時間40分である。市中心部から南西約1.8kmにあるフィンドレー空港（IATA: FDY）は、ゼネラル・アビエーションと呼ばれる、自家用機やチャーター機、ビジネスジェットなどの発着を主とした空港である。
市の西には州間高速道路I-75が南北に通っている。I-75はミシガン州からフロリダ州まで、合衆国を南北に縦断する幹線で、オハイオ州内においてはシンシナティ、デイトン、トレドを結び、オハイオ・ミシガン州境を越えてデトロイトへと通ずる、州西部の動脈となっている高速道路である。また、州道15号線はフィンドレーの南東のキャリー村で国道23号線に合流し、コロンバスへと通じている。
グレイハウンドのバスディーポはフィンドレーの中心部からかなり離れており、北郊のバンビューレンの西、I-75と州道613号線のインターチェンジ近くにある。このバスディーポからはシンシナティ方面、トレド・デトロイト方面、コロンバス方面の中長距離バスが発着する。

## 友好都市
- 川口市（日本）

## 人口推移
以下にフィンドレー市における1830年から2010年までの人口推移を表で、また1850年から2010年までの人口推移をグラフで示す。
| 統計年 | 人口     |
| ------ | -------- |
| 1830年 | 52人     |
| 1840年 | 469人    |
| 1850年 | 1,256人  |
| 1860年 | 2,467人  |
| 1870年 | 3,315人  |
| 1880年 | 4,633人  |
| 1890年 | 18,553人 |
| 1900年 | 17,613人 |
| 1910年 | 14,858人 |
| 1920年 | 17,021人 |
| 1930年 | 19,363人 |
| 1940年 | 20,228人 |
| 1950年 | 23,845人 |
| 1960年 | 30,344人 |
| 1970年 | 35,800人 |
| 1980年 | 35,533人 |
| 1990年 | 35,703人 |
| 2000年 | 38,967人 |
| 2010年 | 41,202人 |

## 註
1. ↑  Mayor. City of Findlay. 2011年4月27日閲覧.
2. 1 2 3  American FactFinder. U.S. Census Bureau. 2011年2月4日.
3. ↑  Tell Taylor Archived 2009年12月31日, at the Wayback Machine.. Ohio, the Inside Story. The Ohio Newspapers Foundation. （PDFファイル）
4. ↑  Facilities. Cooper Tire & Rubber Company.
5. ↑  Marathon Marketing History. p.2. Marathon Oil Company. （PDFファイル）
6. ↑  UF Fast Facts. University of Findlay.
7. ↑  Curriculum Overview. Findlay City Schools.
8. ↑  Findlay, OH. Greyhound, Inc.